# Hans Petersen (Mediziner)
Hans Albert Petersen (* 28. November 1885 in Altona-Othmarschen (Holstein); † 29. Januar 1946 in Gmund am Tegernsee) war ein deutscher Anatom und Hochschullehrer. Er war Lehrstuhlinhaber in Würzburg. Darüber hinaus befasste er sich mit biologischen bzw. anthropologischen Fragestellungen.

## Ausbildung und Beruf
Hans Petersen besuchte das Realgymnasium in Altona, studierte seit 1905 Medizin und Naturwissenschaften in Jena und Medizin in Berlin. Nach dem Examen 1910 arbeitete er hauptsächlich am Institut des Physiologen Wilhelm Biedermann (1852–1929) in Jena. Im Frühjahr 1908 wurde er mit einer zoologischen Arbeit (Selachier-Studie) zum Dr. phil. promoviert, 1912 mit einer Studie über die Verdauung der Honigbiene zum Dr. med. 1912 ging Petersen – zeitgleich mit Curt Elze – nach Heidelberg und habilitierte sich dort 1913 bei dem Anatomen Hermann Braus mit einer Arbeit zur Tierkörpermechanik. Im Ersten Weltkrieg diente Petersen als Truppenarzt und im Feldlazarett.
1919 übernahm er eine außerordentliche Professur für Anatomie in Heidelberg. Seit 1921 war er planmäßiger Extraordinarius in Gießen, Prosektor und Leiter des anatomischen Instituts.
1925 wurde Petersen als Nachfolger von Braus auf den Lehrstuhl für Anatomie der Universität Würzburg berufen.
Gemeinsam mit dem damaligen Schriftführer des Anatomischen Anzeigers, Heinrich von Eggeling, sowie dem Münchner Anatomen Siegfried Mollier leitete er das Treffen der Anatomischen Gesellschaft, welches 1934 in Würzburg stattfand.
Hans Petersen war Mitglied der NSDAP. Im Anschluss an ein Treffen in Tübingen im November 1942 unterzeichnete Petersen gemeinsam mit den nationalsozialistisch gesinnten Anatomen Robert Wetzel, Max Clara und August Hirt eine Stellungnahme, welche die Gründung einer „Deutschen Anatomenschaft“ vorsah.
1939 ließ er sich auf eigenen Wunsch aus gesundheitlichen Gründen (starke Formalinallergie) emeritieren. Der Lehrstuhl wurde anschließend von Curt Elze übernommen.
Petersen starb im anaphylaktischen Schock nach Injektion eines Lokalanästhetikums.

## Werk
Petersens Gesamtwerk umfasst 55 Publikationen und zehn Manuskripte. Sein Nachlass befindet sich in der Universitätsbibliothek Würzburg.

### Mikroskopische Anatomie
Petersen entwickelte Verfahren zur Herstellung von Übersichtspräparaten (Petersen-Einbettung) und spezielle Methoden zur Färbung von Zellkernen, Binde- und Knochengewebe (Petersen-Färbung).
Ab 1922 veröffentlichte er eine umfassende Darstellung der Histologie und mikroskopischen Anatomie, die 1935 erstmalig als Gesamtausgabe im Verlag von J. F. Bergmann erschienen ist und er seinem Lehrer, Hermann Braus, gewidmet hat. Es enthält mehr als 1000 Mikrofotografien eigener Präparate und behandelt alle Gebiete der Gewebelehre und mikroskopischen Anatomie sowie Fragestellungen zur Entwicklungsphysiologie, allgemeinen Biologie und Zellenlehre behandelt. Dieses Buch stellt eine Arbeit der sich damals entwickelnden Disziplin der mikroskopischen Betrachtungsweise dar und prägte die anatomische Terminologie. In diesem Buch behandelte er beispielsweise ausführlich das Thema Faszie und benannte diese als „Verschiebeschicht“.

## Rezeption
Ausgehend von der Lehre von Johannes Müller, Wilhelm Biedermann und Hermann Braus, gilt Petersen als Wegbereiter einer „neuen Anatomie“, die biologische, physiologische und funktionelle Aspekte in die bislang rein morphologisch-deskriptive Anatomie zu integrieren suchte. Elze schrieb hierzu: „Die Anatomen von Vesal bis Hochstetter sahen die Anatomie vom Toten her, Braus sah sie vom Lebendigen her, Petersen sah das Lebendige von der Anatomie her.“
Petersen war vom Nutzen einer erweiterten, ganzheitlich-funktionellen Sichtweise des Menschen in natürlicher Umgebung überzeugt. So hat sein Freund Curt Elze in seinem umfassenden und durchaus als wohlwollend zu bezeichnenden Nachruf (1961) über Petersens Werk geschrieben: „Alle seine Arbeiten gehen von Beobachtungen der lebendigen Natur aus und führen zum Phänomen des Lebens hin.“ Er konzipierte eine kulturell integrierte Anatomie mit der Zielvorstellung einer „Biologie vom Menschen aus“ („BIOS“) oder einer „Lebenskunde des gesamten Menschen“ – ein philosophischer Entwurf auf der Basis von natur- und geisteswissenschaftlichen Erkenntnissen. In seinem Spätwerk konzipierte er – in Anlehnung an die Umweltlehre von Jakob Johann von Uexküll – den Begriff „Eigenwelt“.
Seine Arbeiten, u. a. zu den Themen: Gelenk-, Bänder-, Gefäßwandmechanik, Knochenfeinbau, Bau und Funktion elastischer und kollagener Fasern, waren geprägt von ausgeprägten Kenntnissen in den Gebieten der Philosophie, der Anthropologie, der Philosophie, der Mathematik und der Physik. Sein weitreichendes Wissen und Verständnis für das Wesen des Menschen wird beispielsweise in seinen stets sehr differenzierten Buchbesprechungen, etwa zu den Arbeiten von Ludwik Fleck und von Arnold Gehlen, deutlich.
In seiner humanmedizinischen Spezialdisziplin, der Anatomie, gelangen Hans Petersen bleibende Verdienste im Bereich der mikroskopischen Forschung. Sein Spätwerk (1940) wird als eine „highly sophisticated and philosophically inspired analysis of the history and theoretical implications of cellular theory“ angesehen.

### Verhalten in der Zeit des Nationalsozialismus
Die Stellung von Hans Petersen in der Zeit des Nationalsozialismus bedarf weiterer Forschungsarbeit. In wissenschaftlicher Hinsicht war eine klare Abgrenzung zu der zeitgenössischen Eugenik vorhanden.
Curt Elze hat im Jahr 1961 Hans Petersens „Stellung gegen den Nationalsozialismus“ mit dem folgenden Ausspruch aus dessen Spätwerk (1944) begründet: „Der Philosoph, Denker und Forscher sollte Denkzwänge noch Denktabus kennen.“
Dennoch legen seine späten Werke eine persönliche Nähe zu der Ideologie des Nationalsozialismus nahe. So sprach er bereits im Jahr 1936 in einer Rezension zu dem Werk von Ludwik Fleck unmissverständlich von „unserem neuen deutschen ‚Denkstil‘“.
Ferner nahm Petersen im November 1942 an einem Treffen nationalsozialistisch gesinnter Anatomen in Tübingen teil. Der hier gehaltene Vortrag ist im Archiv der Universitätsbibliothek Würzburg erhalten.

#### Auszeichnungen
Hans Petersen wurde 1922 mit dem Georg-Hermann-von-Meyer-Preis ausgezeichnet und war seit 1940 Mitglied der Bayerischen Akademie der Wissenschaften.

## Veröffentlichungen (Auswahl)

### Monographien
- Lehrbuch der Histologie und mikroskopischen Anatomie. Band 1–2: Berlin 1922–1931; Band 3: Wiesbaden 1924; 4. Auflage (Gesamtausgabe) unter dem Titel Histologie und mikroskopische Anatomie: Bergmann Verlag, München 1935.
- Grundriss der Histologie und mikroskopische Anatomie des Menschen. Berlin 1936; 4. Auflage ebenda 1950.
- Die Eigenwelt des Menschen. 2., verbesserte Auflage. Leipzig 1947.

### Weitere Arbeiten (Auswahl)
- Bänderkinematik. Versuch einer Theorie der Bandverbände (= Abhandlungen der Heidelberger Akademie der Wissenschaften (mathematisch-naturwissenschaftliche Klasse). 4. Abhandlung (Text und Atlas)). Heidelberg 1918.
- Skelettprobleme. In: Zeitschrift für Naturwissenschaft. 10, 1922, S. 337–344.
- Mikroskopie im gefärbten Licht, Färben mit Säurealizarinblau, Photographie dicker Objekte. In: Zeitschrift für wissenschaftliche Mikroskopie. Band 41, 1924, S. 365–366.
- Braus’ Lehrbuch der Anatomie. In: Wilhelm Roux’ Archiv für Entwicklungsmechanik der Organismen. Band 106, Nr. 1–4, Dezember 1925, S. XXVI–XXXII. doi:10.1007/BF02079522.
- Persil als Handwaschmittel. In: Klinische Wochenschrift. 6. Jahrgang, Nr. 29, 16. Juli 1927, S. 1409.
- Über die biologischen Grundlagen der Stellung des Menschen auf der Erde. In: Klinische Wochenschrift. 7, 1928, S. 1968–1973.
- Photographie in der Histologie. In: A. Hay (Hrsg.): Praktikum der Photographie für Mediziner. Wien 1939.
- Die Probleme der Zellenlehre und die ihrer Geschichte. In: Anatomischer Anzeiger. Band 90, (Jena) 1940.
- Über die Naturgesetze und sonst noch Einiges. Ein metaphysischer Versuch. 1944.